# اورگ ۲۰۵۹۹
اورگ ۲۰۵۹۹ (به انگلیسی: Org 20599) با فرمول شیمیایی C۲۵H۴۰ClNO۳ یک ترکیب شیمیایی با شناسه پاب‌کم ۶۵۶۷۴۷ است. که جرم مولی آن ۴۳۸٫۰۴ g/mol می‌باشد. 